# Novichneumoninae
Novichneumoninae (лат.) — ископаемое подсемейство наездников-ихневмонид (Ichneumonidae). Бирманский янтарь, Мьянма, меловой период, возраст находок 99 млн лет.

## Описание
Мелкие наездники. Длина тела в среднем около 3 мм (от 2 до 5 мм). В нитевидных усиках от 9 до 20 члеников. Жвалы двузубчатые. Нотаули сходятся, иногда слабые или отсутствуют; мезонотум гладкий или шероховатый, никогда с грубой скульптурой. Ноги тонкие, с простыми претарзальными коготками. Переднее крыло с основанием 1-Rs, сильно смещенным базально (кроме Caloichneumon); 1-Rs+M редуцировано или сохранилось только в виде стержня (ramulus); ареола с 2-Rs такой же длины, как 2+3-M, или длиннее их, сходящимися под тупым или, редко, прямым углом, rm обычно отсутствует (кроме Heteropimpla); радиальная ячейка (3r) заканчивается намного проксимальнее вершины переднего крыла; 2m-cu с одной буллой, обычно прямой, редко слабо изогнутой; 1-Cu очень длинная, равна 0,2-0,5× от длины 2-Cu. Заднее крыло с 1-Rs коротким или отсутствующим, редко (у Heteropimpla) длиной как r-m, но никогда не длиннее; 2-Cu обычно отсутствует, когда присутствует (у Heteropimpla и Heteroichneumon), нервулюс разорван на середине или ниже середины. Свободные окончания продольных жилок в передних и задних крыльях обычно достигают или почти достигают края крыла. Проподеум ареолирован. Первый метасомальный сегмент длинный, с глиммами. Яйцеклад среднего размера (0,3-0,5х длины переднего крыла).

## Классификация
Известно 6 родов и 8 видов. Подсемейство было впервые описано в 2017 году гименоптерологами из Китая (Longfeng Lia, Chungkun Shih и Dong Ren) и России (Дмитрий Копылов, Палеонтологический институт РАН, Россия). Подсемейство эндемично для бирманского янтаря.
- †Caloichneumon Li et al., 2017
  - †Caloichneumon perrarus Li et al., 2017
- †Heteroichneumon Kopylov et al., 2021
  - †Heteroichneumon rasnitsyni Kopylov et al., 2021
- †Heteropimpla Li et al., 2019
  - †Heteropimpla megista Li et al., 2019
  - †Heteropimpla pulverulenta Kopylov et al., 2021
- †Novichneumon Li et al., 2017
  - †Novichneumon longus Li et al., 2017
- †Rasnichneumon Kopylov et al., 2021
  - †Rasnichneumon alexandri Kopylov et al., 2021
  - †Rasnichneumon gracilis Kopylov et al., 2021
- †Rogichneumon Kopylov et al., 2021
  - †Rogichneumon braconidicus Kopylov et al., 2021